# Огніво (Люблінське воєводство)
Огніво (пол. Ogniwo) — село в Польщі, у гміні Станін Луківського повіту Люблінського воєводства.
Населення — 198 осіб (2011).
У 1975-1998 роках село належало до Седлецького воєводства.

## Демографія
Демографічна структура станом на 31 березня 2011 року:
|          | Загалом | Допрацездатний вік | Працездатний вік | Постпрацездатний вік |
| -------- | ------- | ------------------ | ---------------- | -------------------- |
| Чоловіки | 102     | 27                 | 64               | 11                   |
| Жінки    | 96      | 24                 | 51               | 21                   |
| Разом    | 198     | 51                 | 115              | 32                   |